# جيمي فيرغسون
جيمي فيرغسون (بالإنجليزية: Jimmy Ferguson)‏ (20 فبراير 1935 بغلاسكو في المملكة المتحدة - ) هو لاعب كرة قدم بريطاني في مركز حراسة المرمى. لعب مع أولدهام أثلتيك ونادي دندي ونادي فالكيرك ونادي كرو ألكساندرا ونادي ستنهاوسموير وRenfrew F.C. ‏ ودارلينجتون إف سى.